# Zbrodnia i kara (Teatr Telewizji 1987)
Zbrodnia i kara – spektakl Teatru Telewizji w reżyserii Andrzeja Wajdy z 1987 roku, będący telewizyjną wersją inscenizacji powieści Fiodora Dostojewskiego pod tym samym tytułem. Wersja sceniczna, także w reżyserii Wajdy, miała swoją premierę 7 października 1984 roku na deskach Teatru Starego w Krakowie.
Spektakl został zaliczony do stu najlepszych w historii Teatru Telewizji przedstawień teatralnych, wytypowanych w sierpniu 1999 r. przez Akademię Teatru Telewizji.

## Obsada[2]
- Jerzy Radziwiłowicz jako Rodion Raskolnikow
- Jerzy Stuhr jako Porfiry Pietrowicz
- Barbara Grabowska-Oliwa jako Sonia Mamieładow
- Krzysztof Globisz jako Razumichin
- Jan Monczka jako Zamiatow
- Ryszard Łukowski jako Koch
- Andrzej Hudziak jako Mikołaj
- Kazimierz Borowiec jako mieszczanin
- Juliusz Grabowski jako Proch